# 1955년 칸 영화제
제8회 칸 영화제는 1955년 4월 26일부터 1955년 5월 10일까지 열린 영화제이다. 프랑스 칸에서 개최되었다.

## 수상

### 황금종려상
- 마티 - 델버트 맨 수상

### 심사위원대상
- 잃어버린 대륙 - 레오나르도 본지 수상
- 잃어버린 대륙 - 마리오 크라베리 수상
- 잃어버린 대륙 - 엔리코 그라스 수상
- 잃어버린 대륙 - 안젤로 프란체스코 라바그니노 수상
- 잃어버린 대륙 - 죠르지오 모세르 수상

### 감독상
- 십카의 영웅들 - 세르게이 바실리에프 수상
- 리피피 - 줄스 더신 수상

### 남우주연상
- 배드 데이 블랙 록 - 스펜서 트레이시 수상

### OCIC상
- 마티 - 델버트 맨 수상

### 작품상 드라마틱 필름
- 에덴의 동쪽 - 엘리아 카잔 수상